# Benedikt Kotruljević

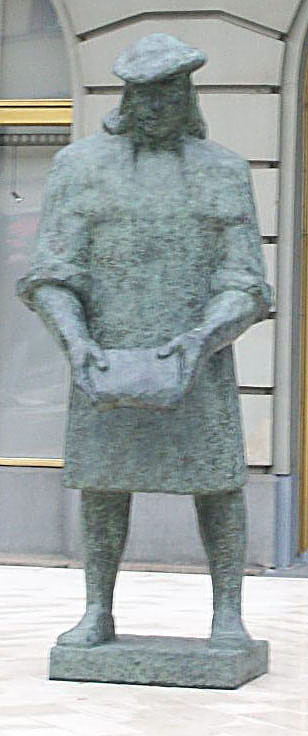
Estatua de Benedikt Kotruljević en Zagreb.

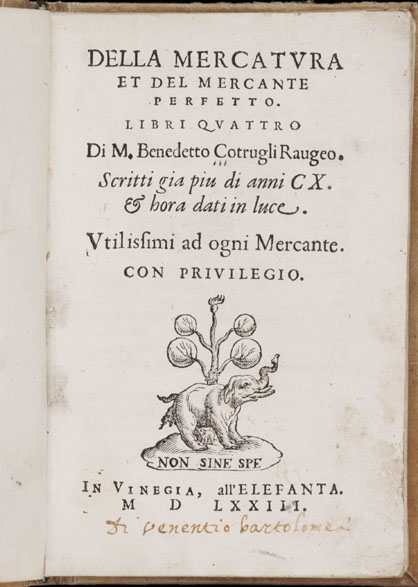
"Della Mercatura", edición de 1573.

Benedikt Kotruljević (Dubrovnik, República de Ragusa (actual Croacia), 1416-L'Aquila, Reino de Nápoles, 1469), también conocido como Beno Kotruljević o Benedetto Cotrugli, fue un comerciante, economista, científico, diplomático y humanista italiano.
De (1447-1517) fue parte de la corte del Reino de Nápoles durante 15 años, donde mantuvo discusiones y pulió sus pensamientos sobre asuntos humanistas.
Un manuscrito del trabajo de Kotruljević, Libro de l'Arte de la Mercatura (Libro del arte del comercio), se encuentra en la Biblioteca Nacional de Malta y está fechado en 1475, aunque el original es de 1458. El texto de este manuscrito contiene un apéndice con un inventario y varias anotaciones de un libro diario. Es el antecedente de la descripción realizada por Luca Pacioli del sistema de contabilidad por partida doble en su Summa de Arithmetica de 1494.